# Condado de Windham (Connecticut)
El condado de Windham (en inglés: Windham County) fundado en 1726 es uno de los 8 condados en el estado estadounidense de Connecticut. En el 2000 el condado tenía una población de 109 091 habitantes en una densidad poblacional de 82 personas por km². El condado de Windham no tiene gobierno propio, por lo tanto no existe una sede de condado.

## Geografía
Según la Oficina del Censo, el condado tiene un área total de 1349 km² (520,8 mi²), de la cual 1329 km² (513,1 mi²) es tierra y 23 km² (8,9 mi²) (1.67%) es agua.

### Condados adyacentes
- Condado de Worcester, Massachusetts (norte)
- Condado de Providence, Rhode Island (este)
- Condado de Kent, Rhode Island (sureste)
- Condado de New London (sur)
- Condado de Tolland (oeste)

## Gobierno
En Connecticut no existe gobierno legislativo ni ejecutivo al nivel de condado; sin embargo sí que existen juzgados de lo civil y lo penal a este nivel. Cada ciudad o pueblo es responsable de los servicios locales, como la educación, el servicio de bomberos, el departamento de policía... o incluso son responsables de quitar la nieve en invierno. En Connecticut, los pueblos y las ciudades deben ponerse de acuerdo para ofrecer servicios y para crear un servicio de educación regional.

## Demografía
Según el censo de 2000, había 109.091 personas, 41 142 hogares y 28 223 familias residiendo en la localidad. La densidad de población era de 82 hab./km². Había 43 959 viviendas con una densidad media de 33 viviendas/km². El 91.27% de los habitantes eran blancos, el 1.87% afroamericanos, el 0.48% amerindios, el 0.83% asiáticos, el 0.04% isleños del Pacífico, el 3.59% de otras razas y el 1.92% pertenecía a dos o más razas. El 7.09% de la población eran hispanos o latinos de cualquier raza.
Los ingresos medios por hogar en la localidad eran de $45 115, y los ingresos medios por familia eran $52 490. Los hombres tenían unos ingresos medios de $38 319 frente a los $26 745 para las mujeres. La renta per cápita para el condado era de $20 443. Alrededor del 8.50% de la población estaban por debajo del umbral de pobreza.

## Localidades

### Pueblos
Ashford | 
Brooklyn | 
Canterbury | 
Chaplin | 
Eastford | 
Hampton | 
Killingly | 
Plainfield | 
Pomfret | 
Putnam | 
Scotland | 
Sterling | 
Thompson | 
Windham | 
Woodstock 

### Boroughs
Danielson 

### Lugares designados por el censo
Brooklyn | 
East Brooklyn | 
Moosup | 
North Grosvenor | 
Plainfield Village | 
Putnam District | 
Quinebaug | 
South Windham | 
South Woodstock | 
Wauregan | 
Willimantic 

### Áreas no incorporadas
Central Village | 
Dayville | 
Quebec | 
Windham Center 